# Sansevieria powellii
Sansevieria powellii är en sparrisväxtart som beskrevs av Nicholas Edward Brown. Sansevieria powellii ingår i släktet bajonettliljor, och familjen sparrisväxter. Inga underarter finns listade i Catalogue of Life.